# Baldur's Gate II: Shadows of Amn
Baldur's Gate II: Shadows of Amn er et computerrollespil udgivet til pc den 24. september 2000 af BioWare. Som i Baldur's Gate tager man rollen som protagonisten, der som barn af Bhaal, en afdød mord-gud, må gå så grueligt meget igennem, før afslutningen afsløres i den episke afslutning i udvidelsen Throne of Bhaal. Spillet indeholder også en multiplayer del, hvor op til seks spillere kan kontrollere deres figurer gennem historien, hvor en af spillerne påtager sig rollen som protagonist.

## Plot
Kort tid efter begivenhederne i Baldur's Gate bliver protagonisten og dennes ledsagere overvundet og taget til fange. Når spillet starter, vågner protagonisten op i et bur og bliver kort tid derefter eksperimenteret på af en troldmand ved navn Joneleth Irenicus. Protagonisten undslipper fra fangekomplekset med et par af sine kammerater, heriblandt Imoen, og kommer ind i byen Athkatla. Ved indgangen til komplekset bliver Irenicus og Imoen arresteret af Cowled Wizards (kutteklædte troldmænd), som er en organisation der har sanktioneret brugen af magi og teleportere derefter dem begge væk.
I Athkatlas slumkvarter tilbyder en mand ved navn Gaelan Bayle, at gruppen af eventyrer hjælp af en magtfuld organisation, der kan finde Imoen eller Irenicus for den nette sum af 20.000 guldstykker. Gruppen bliver efterfølgende kontaktet af en rivaliserende organisation under ledelse af Bodhi, det er op til spilleren hvilken side man vil støtte.
I mellemtiden er Imoen og Irenicus teleporteret til Spellhold, en slags opdragelses- og rehabiliteringsanstalt beliggende på en ø. Kort tid efter bryder Irenicus fri og overtager ledelsen af Spellhold. I Athkatla samler eventyrerne de nødvendige penge og bliver sejlet til øen af Saemon Havarian. Eventyrerne kommer ind i Spellhold, men er taget til fanget af Irenicus, som hele tiden havde planlagt at få protagonisten derhen. Irenicus kaster et ritual der stjæler protagonistens sjæl. Imoen, som åbenbaret også er et barn af Bhaal, er allerede blevet udsat for Irenicus' ritual, og hendes sjæl er gået til Irenicus søster Bodhi. Bodhi efterlader eventyrerne i labyrinten under Spellhold så hun kan jage dem. Når de når hende mister protagonistens selvkontrollen og forvandles til en skabning kaldet Slayer, en af Bhaals avatar former, hvilket skræmmer Bodhi nok til at hun flygter. Protagonisten vender tilbage til sit normale jeg og efter at have undsluppet labyrinten løslader de alle de andre fanger for at kæmpe mod Irenicus, hvilket tvang ham til at trække sig tilbage. Eventyrerne følger efter, og når overfladen via Underdark.

Da de når overfladen, mødes eventyrerne af elverhæren fra byen Suldanessellar. Elverne kan ikke vende tilbage til byen, fordi Irenicus magisk har gemt den. For at få adgang til den, må eventyrene få fat på Rhynn Lanthorn, en magisk artefakt der lyser vejen til Suldanessellar, fra Bodhi der har stjålet den fra elverne. Efter Bodhis død, får Imoen sin sjæl igen og eventyrerne bruger Rhynn Lanthorn til at lyse vejen frem og opdager at byen er invaderet af Irenicus og drow allierede. Eventyrerne finder ud af at hans plan er, at dræne kraften fra Tree of Life (livets træ) og derved indsætte sig selv som gud, i stedet for Rillifane Rallathil i elvernes panteon. Eventyrerne besejre ham, men fordi Irenicus stadig har protagonistens sjæl bliver de og resten af eventyrerne trukket ned i en helvedesk dimension, hvor de besejre Irenicus, vender tilbage til livet og bliver hyldet af elverne i Suldanessellar.
Historien fortsætter i Throne of Bhaal, hvor det er muligt at fortsætte eventyret med figurerne fra Shadows of Amn.

### Univers
Spillet foregår i landet Amn, der er et oligarki som ligger i den vestlige del af Faerûn-verdenen, der er en del af Forgotten Realms-universet. Det er bygget op over 2nd Edition af Advanced Dungeons & Dragons-regelsættet, som er udgivet af Wizards of the Coast.
Spillet er bygget op, så du har en hovedfigur og derudover samler en gruppe eventyrer undervejs i spillet.
Undervejs i spillet skal der løses quests, og man får uddelt XP (experience points).
Spillets hovedhistorie-quests fylder omkring 60 timers gameplay, hvis man inkludere alle sidequestene bliver det omkring 300 timer.

### Spiller figurer (PCs)
Man kan vælge at starte en ny figur eller vælge en der allerede er designet på forhånd.
RothgarEn mandlig Cleric, der er Lawful Neutral.
AbdelEn mandlig Fighter, der er Neutral Good.
DariaEn kvindelig Wizard, der er Chaotic Good.
LessaEn kvindelig elver og Theif, der er Chaotic Neutral.

#### Racer og klasser
|                          | Racer    |       |       |      |          |          |            |
| Klasser                  | Menneske | Dværg | Elver | Gnom | Halfling | Halv-ork | Halv-elver |
| Fighter (kriger)         | Ja       | Ja    | Ja    | Ja   | Ja       | Ja       | Ja         |
| Paladin (hellig kriger)  | Ja       | Nej   | Nej   | Nej  | Nej      | Nej      | Nej        |
| Ranger (jæger)           | Ja       | Nej   | Ja    | Nej  | Nej      | Nej      | Ja         |
| Wizard (troldmand)       | Ja       | Ja    | Ja    | Ja   | Ja       | Ja       | Ja         |
| Cleric (hellig gejstlig) | Ja       | Ja    | Ja    | Ja   | Ja       | Ja       | Ja         |
| Druid (druide)           | Ja       | Nej   | Nej   | Nej  | Nej      | Nej      | Ja         |
| Thief (tyv)              | Ja       | Ja    | Ja    | Ja   | Ja       | Ja       | Ja         |
| Bard (skjald)            | Ja       | Nej   | Nej   | Nej  | Nej      | Nej      | Ja         |
| Sorcerer (magiker)       | Ja       | Ja    | Ja    | Ja   | Ja       | Ja       | Ja         |
| Monk (munk)              | Ja       | Ja    | Ja    | Ja   | Ja       | Ja       | Ja         |
| Barbarian (barbar)       | Ja       | Ja    | Ja    | Ja   | Ja       | Ja       | Ja         |

Gennem spillet har man mulighed for at tage kontrollen over følgende figurer, hvis betingelserne for at de vil følge én er opfyldt.

#### Gode
| Navn            | Stemmeskuespiller | Race                     | Klasse               | Alignment    | Beskrivelse |
| --------------- | ----------------- | ------------------------ | -------------------- | ------------ | ----------- |
| Aerie           | Kath Soucie       | Avariel (bevinget elver) | Cleric/Mage          | Lawful Good  |             |
| Imoen           | Melissa Disney    | menneske                 | Thief/Mage           | Neutral Good |             |
| Keldorn Firecam | Roger L. Jackson  | menneske                 | Inquisitor (Paladin) | Lawful Good  |             |
| Mazzy Fentan    | Jennifer Hale     | halfling                 | Fighter              | Lawful Good  |             |
| Minsc           | Jim Cummings      | menneske                 | Ranger               | Chaotic Good |             |
| Nalia de'Arnise | Grey DeLisle      | menneske                 | Thief/Mage           | Neutral Good |             |
| Valygar         | Jeff Osterhage    | menneske                 | Stalker (Ranger)     | Neutral Good |             |

#### Neutrale
| Navn          | Stemmeskuespiller | Race                | Klasse                | Alignment       | Beskrivelse |
| ------------- | ----------------- | ------------------- | --------------------- | --------------- | ----------- |
| Anomen Delryn | Rob Paulsen       | menneske            | Fighter/Cleric        | Lawful Neutral  |             |
| Cernd         | Jason Marsden     | menneske            | Shapeshifter (Druid)  | True neutral    |             |
| Haer'Dalis    | Michael Bell      | Tiefling (djævling) | Blade (Bard)          | Chaotic Neutral |             |
| Jaheira       | Heidi Shannon     | halv-elver          | Fighter/Druid         | True neutral    |             |
| Jan Jansen    | Jack Roth         | gnom                | Thief/Illusionist     | Chaotic Neutral |             |
| Yoshimo       | Maurice LaMarche  | menneske            | Bounty Hunter (Rogue) | True Neutral    |             |

#### Onde
| Navn             | Stemmeskuespiller | Race     | Klasse                        | Alignment    | Beskrivelse |
| ---------------- | ----------------- | -------- | ----------------------------- | ------------ | ----------- |
| Edwin Odesseiron | Jim Meskimen      | menneske | Conjurer (Wizard)             | Lawful Evil  |             |
| Korgan Bloodaxe  | Bill Martin       | dværg    | Berserker/bersærker (Fighter) | Chaotic Evil |             |
| Viconia DeVir    | Grey DeLisle      | Drow     | Cleric                        | Neutral Evil |             |

## Modtagelse
Shadows of Amn blev mødt af en verdensomspændende kritikerros ved udgivelsen, og hos Metacritic er den sjette på listen over højt scorende pc-spil. GameSpot skrev, at selvom det er et langt spil, så er det spillets finesser, der gør spillet godt og endvidere at spillet er i en klasse for sig. IGN kalder spillet uforlignelige. Gameplanet kritiserede spillets multiplayer-del, som "Ustabil og yderst frustrerende". GameSpot skrev også, at de få portrætter der er at vælge imellem til ens figur var skuffende, samt at spillet genbrugte special effects, lyd og grafik fra det første spil. Ifølge GameSpy, er "dette klart et af de bedste computerrollespil til dato og en oplevelse ingen RPG-fan skulle være foruden".

### Udgivelse
Ifølge BioWare, har spillet blevet solgt 2 millioner eksemplare pr. februar 2008.
Den 15. marts 2012 annoncerede Overhaul Games, at de var i gang med en enhanced (forbedret) version af Shadows of Amn, som vil benytte en opdateret version of Infinity Engine-motoren. Spillet er planlagt til at blive udgivet i 2013.

## Priser
Tekst mangler, hjælp os med at skrive teksten